# فرودگاه ابویل
فرودگاه اَبویل (به فرانسوی: Aérodrome d'Abbeville) یک فرودگاه همگانی با کد یاتا XAB است که یک باند فرود آسفالت دارد و طول باند آن ۱۲۵۰ متر است. این فرودگاه در شهر ابوویل کشور فرانسه قرار دارد و در ارتفاع ۶۷ متری از سطح دریا واقع شده‌است.